# Moldoveni (Ialomița)
Moldoveni è un comune della Romania di 1 367 abitanti, ubicato nel distretto di Ialomița, nella regione storica della Muntenia.